# District de Phú Thiện
Phú Thiện est un district rural de la province de Gia Lai, dans les montagnes centrales du Viêt Nam

## Géographie
Le district couvre une superficie de 505,8 km2.